# Echte lijsters
De echte lijsters zijn vogels die behoren tot het geslacht Turdus  uit de familie van de lijsters (Turdidae). De wetenschappelijke naam van het geslacht is gepubliceerd in 1758 door Linnaeus in Systema naturae. 

## Verspreiding en leefgebied
Echte lijsters komen, met uitzondering van Antarctica, over de hele wereld voor. Een aantal soorten uit het geslacht zijn trekvogels, een voorbeeld hiervan is de koperwiek. Andere soorten, zoals de merel in Nederland, zijn standvogels.

## Waardering
Twee soorten behoren tot de meest gewaardeerde vogels als het gaat om hun zang, volgens een onderzoek van het VARA-programma Vroege Vogels. Er werden in 2009 door luisteraars ruim 77.000 stemmen uitgebracht en op 3 januari 2010 werd bekendgemaakt dat de merel met 4190 stemmen als meest gewaardeerde zanger uit de bus kwam. De zanglijster eindigde op nummer drie. De nachtegaal werd nummer twee.

## Soorten

### In België en Nederland
De volgende soorten komen in België en Nederland voor:
- Zanglijster (Turdus philomelos)
- Koperwiek (Turdus iliacus) - (wintergast)
- Grote lijster (Turdus viscivorus)
- Kramsvogel (Turdus pilaris)
- Merel (Turdus merula)
- Beflijster (Turdus torquatus) - (doortrekker)

### In Suriname
De volgende soorten komen in Suriname voor:
- Turdus albicollis  –  witneklijster
- Turdus fumigatus  – cacaolijster
- Turdus ignobilis  – zwartsnavellijster
- Turdus leucomelas  – vaalborstlijster
- Turdus nudigenis  –  naaktooglijster
- Turdus olivater  – kapucijnerlijster (zeldzaam)

### Volledige lijst
De volgende 104 soorten zijn bij het geslacht ingedeeld:
- Turdus simensis (Rüppell, 1837)  – Ethiopische hooglandlijster
- Turdus litsitsirupa (Smith, A, 1836)  – Acacialijster
- Turdus mupinensis Laubmann, 1920  – Mupinlijster
- Turdus philomelos Brehm, CL, 1831  – Zanglijster
- Turdus viscivorus Linnaeus, 1758  – Grote lijster
- Turdus pelios Bonaparte, 1850  – Pelioslijster
- Turdus xanthorhynchus Salvadori, 1901  – Principelijster
- Turdus olivaceofuscus Hartlaub, 1852  – São-Tomélijster
- Turdus abyssinicus Gmelin, JF, 1789  – Afrikaanse berglijster
- Turdus helleri (Mearns, 1913)  – Taitalijster
- Turdus roehli Reichenow, 1905  – Usambaralijster
- Turdus olivaceus Linnaeus, 1766  – Kaapse lijster
- Turdus libonyana (Smith, A, 1836)  – Kurrichanelijster
- Turdus bewsheri Newton, E, 1877  – Comorenlijster
- Turdus tephronotus Cabanis, 1878  – Brillijster
- Turdus smithi Bonaparte, 1850  – Karoolijster
- Turdus ludoviciae (Lort Phillips, 1895)  – Somalische lijster
- Turdus mandarinus Bonaparte, 1850  – Chinese merel
- Turdus iliacus Linnaeus, 1758  – Koperwiek
- Turdus merula Linnaeus, 1758  – Merel
- Turdus menachensis Ogilvie-Grant, 1913  – Jemenlijster
- Turdus niveiceps (Hellmayr, 1919)  – Taiwanmerel
- Turdus boulboul (Latham, 1790)  – Grijsvleugelmerel
- Turdus simillimus Jerdon, 1839  – Indische merel
- Turdus unicolor Tickell, 1833  – Tickells lijster
- Turdus dissimilis Blyth, 1847  – Zwartborstlijster
- Turdus cardis Temminck, 1831  – Zwartkaplijster
- Turdus hortulorum Sclater, PL, 1863  – Tuinlijster
- Turdus obscurus Gmelin, JF, 1789  – Vale lijster
- Turdus pallidus Gmelin, JF, 1789  – Bleke lijster
- Turdus feae (Salvadori, 1887)  – Hopeilijster
- Turdus chrysolaus Temminck, 1832  – Japanse lijster
- Turdus celaenops Stejneger, 1887  – Izulijster
- Turdus mindorensis Ogilvie-Grant, 1896  – Mindoromerel
- Turdus thomassoni (Seebohm, 1894)  – Luzonmerel
- Turdus nigrorum Ogilvie-Grant, 1896  – Mindanaomerel
- Turdus schlegelii Sclater, PL, 1861  – Wallaceamerel
- Turdus erythropleurus Sharpe, 1887  – Christmaseilandmerel
- Turdus javanicus Horsfield, 1821  – Soendamerel
- Turdus deningeri Stresemann, 1912  – Molukse merel
- Turdus papuensis (De Vis, 1890)  – Papoeamerel
- Turdus heinrothi Rothschild & Hartert, EJO, 1924  – Bismarckmerel
- Turdus bougainvillei Mayr, 1941  – Bougainvillemerel
- Turdus kulambangrae Mayr, 1941  – Salomonsmerel
- Turdus vanikorensis Quoy & Gaimard, 1832  – Vanuatumerel
- Turdus pritzbueri Layard, EL, 1878  – Erromangomerel
- Turdus xanthopus Forster, JR, 1844  – Nieuw-Caledonische merel
- † Turdus poliocephalus Latham, 1801  – Tasmanzeemerel
- Turdus samoensis Tristram, 1879  – Samoamerel
- Turdus ruficeps (Ramsay, EP, 1875)  – Fijimerel
- Turdus maximus (Seebohm, 1881)  – Tibetaanse merel
- Turdus kessleri (Przevalski, 1876)  – Kesslers lijster
- Turdus pilaris Linnaeus, 1758  – Kramsvogel
- Turdus torquatus Linnaeus, 1758  – Beflijster
- Turdus atrogularis Jarocki, 1819  – Zwartkeellijster
- Turdus ruficollis Pallas, 1776  – Roodkeellijster
- Turdus eunomus Temminck, 1831  – Bruine lijster
- Turdus naumanni Temminck, 1820  – Naumanns lijster
- Turdus rubrocanus Gray, JE & Gray, GR, 1847  – Kastanjelijster
- Turdus albocinctus Royle, 1840  – Witkraaglijster
- Turdus turdoides (Hartert, EJO, 1896)  – Cataponeralijster
- Turdus migratorius Linnaeus, 1766  – Roodborstlijster
- Turdus infuscatus (Lafresnaye, 1844)  – Guatemalalijster
- Turdus rufitorques Hartlaub, 1844  – Roodkraaglijster
- Turdus nigrescens Cabanis, 1861  – Roetlijster
- Turdus plumbeus Linnaeus, 1758  – Roodpootlijster
- Turdus ravidus (Cory, 1886)  – Grand-Caymanlijster
- Turdus aurantius Gmelin, JF, 1789  – Witkinlijster
- Turdus lherminieri Lafresnaye, 1844  – Antillenlijster
- Turdus plebejus Cabanis, 1861  – Cabanis' lijster
- Turdus leucops Taczanowski, 1877  – Taczanowski's lijster
- Turdus jamaicensis Gmelin, JF, 1789  – Witooglijster
- Turdus swalesi (Wetmore, 1927)  – Haïtilijster
- Turdus fulviventris Sclater, PL, 1858  – Bruinbuiklijster
- Turdus reevei Lawrence, 1869  – Loodruglijster
- Turdus chiguanco d'Orbigny & Lafresnaye, 1837  – Chiguancolijster
- Turdus nigriceps Cabanis, 1874  – Witoksellijster
- Turdus serranus Tschudi, 1844  – Fluweellijster
- Turdus olivater (Lafresnaye, 1848)  – Kapucijnerlijster
- Turdus fuscater d'Orbigny & Lafresnaye, 1837  – Reuzenlijster
- Turdus falcklandii Quoy & Gaimard, 1824  – Magelhaenlijster
- Turdus lawrencii Coues, 1880  – Lawrence' lijster
- Turdus murinus Salvin, 1885  – Pantepuilijster
- Turdus subalaris (Seebohm, 1887)  – Paranálijster
- Turdus amaurochalinus Cabanis, 1851  – Crèmebuiklijster
- Turdus eremita (Gould, 1855)  – Tristanlijster
- Turdus maranonicus Taczanowski, 1880  – Marañónlijster
- Turdus ignobilis Sclater, PL, 1858  – Zwartsnavellijster
- Turdus arthuri (Chubb, C, 1914)  – Campinalijster
- Turdus flavipes Vieillot, 1818  – Geelpootlijster
- Turdus assimilis Cabanis, 1851  – Mexicaanse witneklijster
- Turdus daguae Berlepsch, 1897  – Daguawitneklijster
- Turdus albicollis Vieillot, 1818  – Witneklijster
- Turdus rufopalliatus Lafresnaye, 1840  – Roestruglijster
- Turdus obsoletus Lawrence, 1862  – Bleekbuiklijster
- Turdus leucomelas Vieillot, 1818  – Vaalborstlijster
- Turdus fumigatus Lichtenstein, MHC, 1823  – Cacaolijster
- Turdus hauxwelli Lawrence, 1869  – Hauxwells lijster
- Turdus rufiventris Vieillot, 1818  – Roodbuiklijster
- Turdus grayi Bonaparte, 1838  – Grays lijster
- Turdus nudigenis Lafresnaye, 1848  – Naaktooglijster
- Turdus maculirostris Berlepsch & Taczanowski, 1884  – Ecuadorlijster
- Turdus sanchezorum O'Neill, Lane & Naka, 2011  – Varzealijster
- Turdus haplochrous Todd, 1931  – Palmaritolijster